# Lista de telenovelas das sete da TV Globo
"Novela das sete" é a denominação dada às telenovelas brasileiras exibidas originalmente às 19h40 pela TV Globo. A lista apresenta todas as cem telenovelas brasileiras que receberam esta denominação e foram exibidas pela TV Globo, ordenadas por ordem cronológica. Tradicionalmente tem como características principais o drama romântico e a comédia. Atualmente, as tramas do horário tem como objetivo alcançar uma média de 25 pontos de audiência durante sua exibição diária.
Até 1994, a faixa ocupava o horário das 18h50, logo após a novela das seis, e antes do telejornal local noturno. A partir de 1995, a TV Globo optou pela inversão do horário com o dos telejornais locais, mudança mantida até os dias atuais nos estados que seguem o horário de Brasília.
Tanto em quantidade de capítulos, quanto em período de exibição, a maior telenovela já exibida na faixa foi A Grande Mentira, com 341 capítulos, exibidos entre 5 de junho de 1968 e 4 de julho de 1969. A telenovela mais curta do horário foi A Moreninha, com 35 capítulos, exibidos entre 25 de outubro e 10 de dezembro de 1965.
A faixa foi a última em que as telenovelas passaram a ser exibida totalmente em cores, apenas a partir de Locomotivas, em março de 1977, considerando o fato de que sua antecessora, Estúpido Cupido, teve apenas os dois últimos capítulos exibidos em cores. A exibição em alta definição teve inicio com o Ti Ti Ti, em julho de 2010. Enquanto as gravação/exibição em 24 fps teve inicio com Cheias de Charme, em abril de 2012. Em janeiro de 2019, Verão 90 foi exibida em 60 fps como forma de homenagem às novelas da década de 1990. Em 2024, Família É Tudo tornou-se a primeira trama da faixa a ser gravada em 4K. Os capítulos com a tecnologia são disponibilizados exclusivamente no globoplay.
Totalmente Demais e Cara e Coragem foram as únicas produções do horário a serem indicadas ao Emmy Internacional de Melhor Telenovela, o maior prêmio da televisão mundial, entretanto, nenhuma das duas venceu o troféu.

## Telenovelas por ordem de exibição
- ‡ Indica novela disponível em formato original no Globoplay.
- § Indica novela parcialmente disponível no Globoplay.
- † Indica novela perdida.

### Década de 1960
| #                                                                                 | Título                  | Início                  | Término                 | Cap. | Autoria        | Direção                                                 | Ref.   |
| --------------------------------------------------------------------------------- | ----------------------- | ----------------------- | ----------------------- | ---- | -------------- | ------------------------------------------------------- | ------ |
| 1                                                                                 | Rosinha do Sobrado †    | 3 de agosto de 1965     | 22 de outubro de 1965   | 50   | Moysés Weltman | Otávio Graça Mello                                      | [ 7 ]  |
| 2                                                                                 | A Moreninha †           | 25 de outubro de 1965   | 10 de dezembro de 1965  | 35   | Moysés Weltman | Otávio Graça Mello                                      | [ 8 ]  |
| 3                                                                                 | Padre Tião †            | 12 de dezembro de 1965  | 17 de fevereiro de 1966 | 60   | Moysés Weltman | Otávio Graça Mello                                      | [ 9 ]  |
| Primeira Interrupção da faixa (17 de fevereiro de 1966 — 12 de fevereiro de 1968) |                         |                         |                         |      |                |                                                         |        |
| 4                                                                                 | O Santo Mestiço †       | 12 de fevereiro de 1968 | 13 de junho de 1968     | 80   | Glória Magadan | Fábio Sabag                                             | [ 12 ] |
| 5                                                                                 | A Grande Mentira †      | 5 de junho de 1968      | 4 de julho de 1969      | 341  | Hedy Maia      | Fábio Sabag, Marlos Andreucci                           | [ 13 ] |
| 6                                                                                 | A Cabana do Pai Tomás † | 7 de julho de 1969      | 28 de fevereiro de 1970 | 205  | Hedy Maia      | Fábio Sabag, Daniel Filho, Régis Cardoso, Walter Campos | [ 16 ] |

### Década de 1970
| #  | Título                     | Início                 | Término                 | Cap. | Autoria                           | Direção                                       | Ref.   |
| -- | -------------------------- | ---------------------- | ----------------------- | ---- | --------------------------------- | --------------------------------------------- | ------ |
| 7  | Pigmalião 70 †             | 2 de março de 1970     | 24 de outubro de 1970   | 204  | Vicente Sesso                     | Régis Cardoso                                 | [ 17 ] |
| 8  | A Próxima Atração †        | 26 de outubro de 1970  | 17 de abril de 1971     | 150  | Walther Negrão                    | Régis Cardoso                                 | [ 18 ] |
| 9  | Minha Doce Namorada †      | 19 de abril de 1971    | 21 de janeiro de 1972   | 242  | Vicente Sesso                     | Fernando Torres, Régis Cardoso                | [ 19 ] |
| 10 | O Primeiro Amor †          | 24 de janeiro de 1972  | 20 de outubro de 1972   | 228  | Walther Negrão                    | Régis Cardoso, Walter Campos                  | [ 20 ] |
| 11 | Uma Rosa com Amor §        | 23 de outubro de 1972  | 29 de junho de 1973     | 220  | Vicente Sesso                     | Walter Campos                                 | [ 21 ] |
| 12 | Carinhoso §                | 2 de julho de 1973     | 18 de janeiro de 1974   | 174  | Lauro César Muniz                 | Daniel Filho, Walter Campos                   | [ 22 ] |
| 13 | Supermanoela †             | 21 de janeiro de 1974  | 5 de julho de 1974      | 138  | Walther Negrão                    | Gonzaga Blota, Reynaldo Boury                 | [ 23 ] |
| 14 | Corrida do Ouro §          | 8 de julho de 1974     | 24 de janeiro de 1975   | 178  | Lauro César Muniz, Gilberto Braga | Daniel Filho, Reynaldo Boury                  | [ 24 ] |
| 15 | Cuca Legal †               | 27 de janeiro de 1975  | 13 de junho de 1975     | 118  | Marcos Rey                        | Gonzaga Blota, Oswaldo Loureiro, Jardel Mello | [ 25 ] |
| 16 | Bravo! §                   | 16 de junho de 1975    | 30 de janeiro de 1976   | 198  | Janete Clair, Gilberto Braga      | Fábio Sabag, Reynaldo Boury                   | [ 26 ] |
| 17 | Anjo Mau ‡                 | 2 de fevereiro de 1976 | 24 de agosto de 1976    | 173  | Cassiano Gabus Mendes             | Fábio Sabag, Régis Cardoso                    | [ 27 ] |
| 18 | Estúpido Cupido §          | 25 de agosto de 1976   | 28 de fevereiro de 1977 | 160  | Mário Prata                       | Régis Cardoso                                 | [ 28 ] |
| 19 | Locomotivas ‡              | 1 de março de 1977     | 12 de setembro de 1977  | 168  | Cassiano Gabus Mendes             | Régis Cardoso                                 | [ 29 ] |
| 20 | Sem Lenço, sem Documento § | 13 de setembro de 1977 | 4 de março de 1978      | 149  | Mário Prata                       | Régis Cardoso, Dennis Carvalho                | [ 30 ] |
| 21 | Te Contei?                 | 6 de março de 1978     | 1 de setembro de 1978   | 151  | Cassiano Gabus Mendes             | Régis Cardoso, Dennis Carvalho                | [ 31 ] |
| 22 | Pecado Rasgado ‡           | 4 de setembro de 1978  | 16 de março de 1979     | 168  | Sílvio de Abreu                   | Régis Cardoso                                 | [ 32 ] |
| 23 | Feijão Maravilha           | 19 de março de 1979    | 3 de agosto de 1979     | 124  | Bráulio Pedroso                   | Paulo Ubiratan                                | [ 33 ] |
| 24 | Marron Glacé ‡             | 6 de agosto de 1979    | 29 de fevereiro de 1980 | 180  | Cassiano Gabus Mendes             | Gonzaga Blota, Sérgio Mattar                  | [ 34 ] |

### Década de 1980
| #  | Título             | Início                  | Término                 | Cap. | Autoria                             | Direção/Direção geral                        | Ref.   |
| -- | ------------------ | ----------------------- | ----------------------- | ---- | ----------------------------------- | -------------------------------------------- | ------ |
| 25 | Chega Mais §       | 3 de março de 1980      | 5 de setembro de 1980   | 158  | Carlos Eduardo Novaes               | Gonzaga Blota, Walter Campos, Reynaldo Boury | [ 35 ] |
| 26 | Plumas e Paetês ‡  | 8 de setembro de 1980   | 24 de abril de 1981     | 191  | Cassiano Gabus Mendes               | Gonzaga Blota Jardel Mello Reynaldo Boury    | [ 36 ] |
| 27 | O Amor É Nosso †   | 27 de abril de 1981     | 23 de outubro de 1981   | 155  | Roberto Freire, Wilson Aguiar Filho | Gonzaga Blota, Carlos Zara                   | [ 37 ] |
| 28 | Jogo da Vida       | 26 de outubro de 1981   | 7 de maio de 1982       | 167  | Sílvio de Abreu                     | Roberto Talma, Guel Arraes, Jorge Fernando   | [ 38 ] |
| 29 | Elas por Elas ‡    | 10 de maio de 1982      | 26 de novembro de 1982  | 173  | Cassiano Gabus Mendes               | Paulo Ubiratan                               | [ 39 ] |
| 30 | Final Feliz        | 29 de novembro de 1982  | 3 de junho de 1983      | 161  | Ivani Ribeiro                       | Paulo Ubiratan                               | [ 40 ] |
| 31 | Guerra dos Sexos ‡ | 6 de junho de 1983      | 6 de janeiro de 1984    | 185  | Sílvio de Abreu                     | Guel Arraes, Jorge Fernando                  | [ 41 ] |
| 32 | Transas e Caretas  | 9 de janeiro de 1984    | 20 de julho de 1984     | 167  | Lauro César Muniz                   | José Wilker, Fred Confalonieri               | [ 42 ] |
| 33 | Vereda Tropical §  | 23 de julho de 1984     | 1 de fevereiro de 1985  | 164  | Carlos Lombardi                     | Guel Arraes, Jorge Fernando                  | [ 43 ] |
| 34 | Um Sonho a Mais    | 4 de fevereiro de 1985  | 2 de agosto de 1985     | 153  | Daniel Más                          | Roberto Talma                                | [ 44 ] |
| 35 | Ti Ti Ti           | 5 de agosto de 1985     | 7 de março de 1986      | 185  | Cassiano Gabus Mendes               | Wolf Maya                                    | [ 45 ] |
| 36 | Cambalacho ‡       | 10 de março de 1986     | 3 de outubro de 1986    | 173  | Sílvio de Abreu                     | Jorge Fernando                               | [ 46 ] |
| 37 | Hipertensão        | 6 de outubro de 1986    | 17 de abril de 1987     | 167  | Ivani Ribeiro                       | Wolf Maya                                    | [ 47 ] |
| 38 | Brega & Chique ‡   | 20 de abril de 1987     | 6 de novembro de 1987   | 173  | Cassiano Gabus Mendes               | Jorge Fernando                               | [ 48 ] |
| 39 | Sassaricando ‡     | 9 de novembro de 1987   | 10 de junho de 1988     | 184  | Sílvio de Abreu                     | Cecil Thiré                                  | [ 49 ] |
| 40 | Bebê a Bordo ‡     | 13 de junho de 1988     | 10 de fevereiro de 1989 | 209  | Carlos Lombardi                     | Roberto Talma                                | [ 50 ] |
| 41 | Que Rei Sou Eu? ‡  | 13 de fevereiro de 1989 | 15 de setembro de 1989  | 185  | Cassiano Gabus Mendes               | Jorge Fernando                               | [ 51 ] |
| 42 | Top Model ‡        | 18 de setembro de 1989  | 4 de maio de 1990       | 198  | Walther Negrão Antônio Calmon       | Roberto Talma                                | [ 52 ] |

### Década de 1990
| #  | Título               | Início                  | Término                | Cap. | Autoria                                                      | Direção geral/Núcleo                    | Ref.   |
| -- | -------------------- | ----------------------- | ---------------------- | ---- | ------------------------------------------------------------ | --------------------------------------- | ------ |
| 43 | Mico Preto           | 7 de maio de 1990       | 30 de novembro de 1990 | 179  | Marcílio Moraes, Leonor Bassères, Euclydes Marinho           | Dennis Carvalho                         | [ 53 ] |
| 44 | Lua Cheia de Amor ‡  | 3 de dezembro de 1990   | 12 de julho de 1991    | 191  | Ana Maria Moretzsohn, Ricardo Linhares, Maria Carmem Barbosa | Roberto Talma                           | [ 54 ] |
| 45 | Vamp ‡               | 15 de julho de 1991     | 7 de fevereiro de 1992 | 179  | Antônio Calmon                                               | Jorge Fernando                          | [ 55 ] |
| 46 | Perigosas Peruas ‡   | 10 de fevereiro de 1992 | 28 de agosto de 1992   | 173  | Carlos Lombardi                                              | Roberto Talma                           | [ 56 ] |
| 47 | Deus Nos Acuda       | 31 de agosto de 1992    | 26 de março de 1993    | 178  | Sílvio de Abreu                                              | Jorge Fernando                          | [ 57 ] |
| 48 | O Mapa da Mina       | 29 de março de 1993     | 3 de setembro de 1993  | 137  | Cassiano Gabus Mendes                                        | Gonzaga Blota                           | [ 58 ] |
| 49 | Olho no Olho         | 6 de setembro de 1993   | 8 de abril de 1994     | 185  | Antônio Calmon                                               | Ricardo Waddington                      | [ 59 ] |
| 50 | A Viagem ‡           | 11 de abril de 1994     | 21 de outubro de 1994  | 167  | Ivani Ribeiro                                                | Wolf Maya                               | [ 60 ] |
| 51 | Quatro por Quatro ‡  | 24 de outubro de 1994   | 21 de julho de 1995    | 233  | Carlos Lombardi                                              | Ricardo Waddington                      | [ 61 ] |
| 52 | Cara & Coroa ‡       | 24 de julho de 1995     | 29 de março de 1996    | 215  | Antônio Calmon                                               | Wolf Maya                               | [ 62 ] |
| 53 | Vira Lata            | 1º de abril de 1996     | 27 de setembro de 1996 | 155  | Carlos Lombardi                                              | Jorge Fernando                          | [ 63 ] |
| 54 | Salsa e Merengue     | 30 de setembro de 1996  | 2 de maio de 1997      | 185  | Maria Carmem Barbosa, Miguel Falabella                       | Wolf Maya                               | [ 64 ] |
| 55 | Zazá ‡               | 5 de maio de 1997       | 9 de janeiro de 1998   | 215  | Lauro César Muniz                                            | Jorge Fernando                          | [ 65 ] |
| 56 | Corpo Dourado ‡      | 12 de janeiro de 1998   | 21 de agosto de 1998   | 191  | Antônio Calmon                                               | Flávio Colatrello Jr, Marcos Schechtman | [ 66 ] |
| 57 | Meu Bem Querer       | 24 de agosto de 1998    | 19 de março de 1999    | 179  | Ricardo Linhares                                             | Marcos Paulo                            | [ 67 ] |
| 58 | Andando nas Nuvens ‡ | 22 de março de 1999     | 5 de novembro de 1999  | 197  | Euclydes Marinho                                             | Dennis Carvalho                         | [ 68 ] |
| 59 | Vila Madalena        | 8 de novembro de 1999   | 5 de maio de 2000      | 155  | Walther Negrão                                               | Jorge Fernando                          | [ 69 ] |

### Década de 2000
| #  | Título                | Início                  | Término                 | Cap. | Autoria                                | Direção de núcleo       | Ref.   |
| -- | --------------------- | ----------------------- | ----------------------- | ---- | -------------------------------------- | ----------------------- | ------ |
| 60 | Uga Uga ‡             | 8 de maio de 2000       | 19 de janeiro de 2001   | 221  | Carlos Lombardi                        | Wolf Maya               | [ 70 ] |
| 61 | Um Anjo Caiu do Céu ‡ | 22 de janeiro de 2001   | 24 de agosto de 2001    | 185  | Antônio Calmon                         | Dennis Carvalho         | [ 71 ] |
| 62 | As Filhas da Mãe      | 27 de agosto de 2001    | 18 de janeiro de 2002   | 125  | Sílvio de Abreu                        | Jorge Fernando          | [ 72 ] |
| 63 | Desejos de Mulher ‡   | 21 de janeiro de 2002   | 23 de agosto de 2002    | 185  | Euclydes Marinho                       | Dennis Carvalho         | [ 73 ] |
| 64 | O Beijo do Vampiro ‡  | 26 de agosto de 2002    | 2 de maio de 2003       | 215  | Antônio Calmon                         | Marcos Paulo            | [ 74 ] |
| 65 | Kubanacan ‡           | 5 de maio de 2003       | 23 de janeiro de 2004   | 227  | Carlos Lombardi                        | Wolf Maya Roberto Talma | [ 75 ] |
| 66 | Da Cor do Pecado ‡    | 26 de janeiro de 2004   | 27 de agosto de 2004    | 185  | João Emanuel Carneiro                  | Denise Saraceni         | [ 76 ] |
| 67 | Começar de Novo ‡     | 30 de agosto de 2004    | 15 de abril de 2005     | 197  | Antônio Calmon, Elizabeth Jhin         | Marcos Paulo            | [ 77 ] |
| 68 | A Lua Me Disse ‡      | 18 de abril de 2005     | 30 de setembro de 2005  | 143  | Maria Carmem Barbosa, Miguel Falabella | Roberto Talma           | [ 78 ] |
| 69 | Bang Bang ‡           | 3 de outubro de 2005    | 21 de abril de 2006     | 173  | Mário Prata                            | Ricardo Waddington      | [ 79 ] |
| 70 | Cobras & Lagartos ‡   | 24 de abril de 2006     | 17 de novembro de 2006  | 179  | João Emanuel Carneiro                  | Wolf Maya               | [ 80 ] |
| 71 | Pé na Jaca            | 20 de novembro de 2006  | 15 de junho de 2007     | 179  | Carlos Lombardi                        | Ricardo Waddington      | [ 81 ] |
| 72 | Sete Pecados ‡        | 18 de junho de 2007     | 15 de fevereiro de 2008 | 208  | Walcyr Carrasco                        | Jorge Fernando          | [ 82 ] |
| 73 | Beleza Pura ‡         | 18 de fevereiro de 2008 | 12 de setembro de 2008  | 179  | Andréa Maltarolli                      | Rogério Gomes           | [ 83 ] |
| 74 | Três Irmãs            | 15 de setembro de 2008  | 10 de abril de 2009     | 179  | Antônio Calmon                         | Dennis Carvalho         | [ 84 ] |
| 75 | Caras & Bocas ‡       | 13 de abril de 2009     | 8 de janeiro de 2010    | 232  | Walcyr Carrasco                        | Jorge Fernando          | [ 85 ] |

### Década de 2010
| #  | Título                | Início                | Término                | Cap. | Autoria                                | Direção artística/Núcleo | Ref.    |
| -- | --------------------- | --------------------- | ---------------------- | ---- | -------------------------------------- | ------------------------ | ------- |
| 76 | Tempos Modernos ‡     | 11 de janeiro de 2010 | 16 de julho de 2010    | 161  | Bosco Brasil                           | José Luiz Villamarim     | [ 86 ]  |
| 77 | Ti Ti Ti ‡            | 19 de julho de 2010   | 18 de março de 2011    | 209  | Maria Adelaide Amaral                  | Jorge Fernando           | [ 87 ]  |
| 78 | Morde & Assopra ‡     | 21 de março de 2011   | 14 de outubro de 2011  | 179  | Walcyr Carrasco                        | Rogério Gomes            | [ 88 ]  |
| 79 | Aquele Beijo ‡        | 17 de outubro de 2011 | 13 de abril de 2012    | 155  | Miguel Falabella                       | Roberto Talma            | [ 89 ]  |
| 80 | Cheias de Charme ‡    | 16 de abril de 2012   | 28 de setembro de 2012 | 143  | Filipe Miguez, Izabel de Oliveira      | Denise Saraceni          | [ 90 ]  |
| 81 | Guerra dos Sexos ‡    | 1º de outubro de 2012 | 26 de abril de 2013    | 179  | Sílvio de Abreu                        | Jorge Fernando           | [ 91 ]  |
| 82 | Sangue Bom ‡          | 29 de abril de 2013   | 1 de novembro de 2013  | 160  | Maria Adelaide Amaral, Vincent Villari | Dennis Carvalho          | [ 92 ]  |
| 83 | Além do Horizonte ‡   | 4 de novembro de 2013 | 2 de maio de 2014      | 155  | Carlos Gregório, Marcos Bernstein      | Ricardo Waddington       | [ 93 ]  |
| 84 | Geração Brasil ‡      | 5 de maio de 2014     | 31 de outubro de 2014  | 147  | Filipe Miguez, Izabel de Oliveira      | Denise Saraceni          | [ 94 ]  |
| 85 | Alto Astral §         | 3 de novembro de 2014 | 8 de maio de 2015      | 161  | Daniel Ortiz                           | Jorge Fernando           | [ 95 ]  |
| 86 | I Love Paraisópolis § | 11 de maio de 2015    | 6 de novembro de 2015  | 154  | Alcides Nogueira, Mário Teixeira       | Wolf Maya                | [ 96 ]  |
| 87 | Totalmente Demais §   | 9 de novembro de 2015 | 30 de maio de 2016     | 175  | Rosane Svartman, Paulo Halm            | Luiz Henrique Rios       | [ 97 ]  |
| 88 | Haja Coração §        | 31 de maio de 2016    | 8 de novembro de 2016  | 138  | Daniel Ortiz                           | Fred Mayrink             | [ 98 ]  |
| 89 | Rock Story §          | 9 de novembro de 2016 | 5 de junho de 2017     | 179  | Maria Helena Nascimento                | Dennis Carvalho          | [ 99 ]  |
| 90 | Pega Pega §           | 6 de junho de 2017    | 8 de janeiro de 2018   | 184  | Claudia Souto                          | Luiz Henrique Rios       | [ 100 ] |
| 91 | Deus Salve o Rei §    | 9 de janeiro de 2018  | 30 de julho de 2018    | 174  | Daniel Adjafre                         | Fabrício Mamberti        | [ 101 ] |
| 92 | O Tempo Não Para §    | 31 de julho de 2018   | 28 de janeiro de 2019  | 156  | Mário Teixeira                         | Leonardo Nogueira        | [ 102 ] |
| 93 | Verão 90 §            | 29 de janeiro de 2019 | 26 de julho de 2019    | 154  | Izabel de Oliveira, Paula Amaral       | Jorge Fernando           | [ 103 ] |
| 94 | Bom Sucesso §         | 29 de julho de 2019   | 24 de janeiro de 2020  | 155  | Rosane Svartman, Paulo Halm            | Luiz Henrique Rios       | [ 104 ] |

### Década de 2020
| #                                                                            | Título                      | Início                 | Término                | Cap. | Autoria         | Direção artística | Ref.    |
| ---------------------------------------------------------------------------- | --------------------------- | ---------------------- | ---------------------- | ---- | --------------- | ----------------- | ------- |
| 95                                                                           | Salve-se Quem Puder §       | 27 de janeiro de 2020  | 16 de julho de 2021    | 107  | Daniel Ortiz    | Fred Mayrink      | [ 105 ] |
| Segunda interrupção da faixa (30 de março de 2020 — 19 de março de 2021)     |                             |                        |                        |      |                 |                   |         |
| Terceira interrupção da faixa (19 de julho de 2021 — 19 de novembro de 2021) |                             |                        |                        |      |                 |                   |         |
| 96                                                                           | Quanto Mais Vida, Melhor! § | 22 de novembro de 2021 | 27 de maio de 2022     | 161  | Mauro Wilson    | Allan Fiterman    | [ 108 ] |
| 97                                                                           | Cara e Coragem §            | 30 de maio de 2022     | 13 de janeiro de 2023  | 197  | Claudia Souto   | Natália Grimberg  | [ 109 ] |
| 98                                                                           | Vai na Fé ‡                 | 16 de janeiro de 2023  | 11 de agosto de 2023   | 179  | Rosane Svartman | Paulo Silvestrini | [ 110 ] |
| 99                                                                           | Fuzuê ‡                     | 14 de agosto de 2023   | 1 de março de 2024     | 173  | Gustavo Reiz    | Fabrício Mamberti | [ 111 ] |
| 100                                                                          | Família É Tudo ‡            | 4 de março de 2024     | 27 de setembro de 2024 | 177  | Daniel Ortiz    | Fred Mayrink      | [ 112 ] |
| 101                                                                          | Volta por Cima ‡            | 30 de setembro de 2024 | 26 de abril de 2025    | 180  | Claudia Souto   | André Câmara      | [ 113 ] |
| 102                                                                          | Dona de Mim                 | 28 de abril de 2025    | Em exibição            | —    | Rosane Svartman | Allan Fiterman    | [ 114 ] |

## Reprises
Em 16 de março de 2020, devido ao avanço da pandemia de COVID-19, a Globo decidiu fechar os estúdios e interromper as novelas inéditas em exibição. No ar desde 27 de janeiro, Salve-Se Quem Puder deixou a grade em 28 de março e foi substituída por duas reprises: Totalmente Demais e na sequência Haja Coração. Em 22 de março de 2021, a trama retornou, porém com uma reprise compacta dos capítulos já exibidos. Em 17 de maio, vieram os episódios inéditos gravados durante a interrupção. Quanto Mais Vida, Melhor!, prevista para iniciar logo depois, acabou adiada pela pouca frente de capítulos gravados e Pega Pega a substituiu.
| # | Título                              | Início                | Término                | Cap. | Autoria                    | Direção            | Ref.    |
| - | ----------------------------------- | --------------------- | ---------------------- | ---- | -------------------------- | ------------------ | ------- |
| 1 | Totalmente Demais - Edição Especial | 30 de março de 2020   | 9 de outubro de 2020   | 167  | Rosane Svartman Paulo Halm | Luiz Henrique Rios | [ 117 ] |
| 2 | Haja Coração - Edição Especial      | 12 de outubro de 2020 | 19 de março de 2021    | 137  | Daniel Ortiz               | Fred Mayrink       | [ 118 ] |
| 3 | Salve-se Quem Puder                 | 22 de março de 2021   | 15 de maio de 2021     | 48   | Daniel Ortiz               | Fred Mayrink       | [ 105 ] |
| 4 | Pega Pega - Edição Especial         | 19 de julho de 2021   | 19 de novembro de 2021 | 107  | Claudia Souto              | Luiz Henrique Rios | [ 119 ] |